# Leendert Ginjaar
Leendert Ginjaar (Leiden, 28 mei 1928 – Goes, 17 september 2003) was een Nederlands scheikundige, bestuurder en politicus voor de VVD. Hij was minister van Volksgezondheid en Milieuhygiëne in het kabinet-Van Agt I van 1977 tot 1981.
Ginjaar kwam na een loopbaan bij TNO in 1977 als VVD-minister in het kabinet-Van Agt I. Daarvoor had hij al zijn eerste schreden op het politieke pad gezet door zijn lidmaatschap van de Provinciale Staten van Zuid-Holland van 1971 tot 1977. Hij bracht als minister diverse milieuwetten tot stand, zoals de Wet algemene bepalingen milieuhygiëne (WABM) en de Wet geluidhinder. Daarnaast breidde hij wettelijke regelingen voor over de milieu-effectrapportage en bodembescherming. Ginjaar diende samen met minister Job de Ruiter (CDA) een wetsvoorstel in om abortus provocatus te legaliseren, dat op 18 december 1980 in de Tweede Kamer met de kleinst mogelijke meerderheid (76 tegen 74 stemmen) werd goedgekeurd en op 1 november 1984 in werking trad. Nadien werd hij lid van de Eerste Kamer, fractievoorzitter van de VVD-senaatsfractie en VVD-voorzitter. Hij bekleedde die laatste functie ten tijde van het tweede kabinet-Lubbers en stuurde in 1989 aan op de val van dat kabinet. Hij speelde tevens een belangrijke rol bij de wisseling van het leiderschap van de VVD tussen Joris Voorhoeve en Frits Bolkestein. Zijn echtgenote Nel Ginjaar-Maas was Tweede Kamerlid en staatssecretaris.
Ginjaar was voorzitter van het College van Bestuur van de Rijksuniversiteit Utrecht van 1 september 1982 tot 1 januari 1986 en deeltijd-hoogleraar voor milieu-gezondheidkunde aan de Rijksuniversiteit Limburg van maart 1990 tot september 1994. Van 1985 tot 1996 was hij voorts voorzitter van de Gezondheidsraad. Hij behartigde binnen dit adviesorgaan van de regering de domeinen milieu en leefomgeving, terwijl vicevoorzitter Els Borst verantwoordelijk was voor medische zaken.
- Biografisch Portaal: 43088359
- Gemeinsame Normdatei: 1145878806
- International Standard Name Identifier: 0000 0003 9811 7612
- Nederlandse Thesaurus van Auteursnamen: 067903924
- Parlement.com: vg09llifhjpd
- Virtual International Authority File: 194401455
- WorldCat: E39PBJtX4yqJ9YDPtCBqDxPG73